# جول أميل بلانشون
جول أميل بلانشون (1823-1888) (بالإنجليزية: Jules Émile Planchon)‏ هو عالم نبات فرنسي.